# Biq‘at Sikhnin
Biq‘at Sikhnin (hebreiska: בקעת סכנין) är en dal i Israel.   Den ligger i distriktet Norra distriktet, i den norra delen av landet.